# Équipe du Nigeria de rugby à sept
L'équipe du Nigeria de rugby à sept est l'équipe qui représente le Nigeria  dans les principales compétitions internationales de rugby à sept.

## Histoire
La sélection termine troisième des Africa Men's Sevens en 2012.
Le Nigeria est finaliste du tournoi de pré-qualification des Africa Men's Sevens en 2023, s'inclinant en finale contre l'Algérie sur le score de 24 à 5.